# المنظمة الإفريقية الآسيوية للتنمية الريفية
المنظمة الأفريقية الآسيوية للتنمية الريفية (آردو) تأسست سنة 1962. هي منظمة حكومية دولية تتمتع بالسيادة الذاتية في اتخاذ القرارات تتألف من 15 عضوا من قارة أفريقيا و 14 عضوا من قارة آسيا.
المنظمة تكرس جهودها لتطوير التفام بين الأعضاء لفهم المشاكل التي يعاني منها كل عضو من أعضاء المنظمة واكتشافها بشكل جماعي واتاحة الفرص لتنسيق الجهود لتعزيز الرفاهية والقضاء على العطش والجوع و الأمية والفقر بين مئات الملايين من سكان المناطق الريفية.

## الدول الأعضاء
- بوركينا فاسو
- جمهورية مصر العربية
- جمهورية اثيوبيا
- جمهورية غامبيا
- جمهورية غانا
- جمهورية كينيا
- جمهورية ليبيريا
- الجماهيرية العربية الليبية
- جمهورية مالاوي
- جمهورية موريشيوس
- المملكة المغربية
- جمهورية نيجيريا
- جمهورية سيراليون
- جمهورية السودان
- جمهورية زامبيا
- جمهورية بنغلاديش
- جمهورية الصين ( تايوان )
- الهند
- جمهورية العراق
- اليابان
- المملكة الاردنية الهاشمية
- جمهورية كوريا
- الجمهورية اللبنانية
- ماليزيا
- سلطنة عمان
- جمهورية باكستان
- جمهورية الفلبين
- الجمهورية العربية السورية
- جمهورية اليمن

## وصلات خارجية
- المنظمة الأفريقية الآسيوية للتمية الريفية - الموقع العربي